# Andrena patagiata
Andrena patagiata är en biart som beskrevs av Laberge 1987. Andrena patagiata ingår i släktet sandbin, och familjen grävbin. Inga underarter finns listade i Catalogue of Life.